# Pisones
Los pisones, también conocidos como siguillones, fueron un grupo étnico de Tamaulipas, México. Su presencia se documentó por primera vez en 1616, apareciendo en registros virreinales del área de Ciudad Tula. Su historia estuvo marcada por una constante tensión entre la integración a las misiones y la resistencia mediante la huida hacia las montañas, lo que les permitió preservar parte de su autonomía y prácticas tradicionales.
Los pisones compartieron el entorno ecológico con otros pueblos como los janambres, los pames y los mascorros, aunque las fuentes los distinguen claramente en cuanto a lengua, modo de vida y organización. Mientras los janambres, por ejemplo, eran cazadores-recolectores nómadas con una fuerte tradición guerrera, los pisones demostraban una mayor tendencia hacia la sedentarización y el desarrollo agrícola.
Actualmente, los pisones han desaparecido como entidad cultural diferenciada, producto de los procesos de asimilación y mestizaje. No obstante, en la localidad tulteca de Santa Ana de Nahola, perviven tradiciones y prácticas culturales conservadas por los descendientes del grupo, a pesar de que su lengua originaria, el naolano, dejó de contar con hablantes hacia la década de 1940. Asimismo, mantienen estructuras comunitarias indígenas, a pesar de no contar con reconocimiento oficial del estado.

## Origen del nombre
El nombre "pisones", también escrito "pizones" en documentos históricos del Nuevo Santander, parece derivar del apellido español Pinzón, posiblemente adoptado por líderes indígenas cristianizados, siguiendo la práctica común de asumir el apellido del padrino. En la región de Tula y Miquihuana, la memoria oral conserva formas como "pinzones", mientras que en Nahola se registra la forma "pisones".
A mediados del siglo XVIII se empleaba también como sinónimo de "siguillones" o "siguyones", vinculado con la región montañosa del Chihué o Sigüé. Aunque algunos autores han relacionado este topónimo con xiꞌiuy, autodenominación de los pames, no existe evidencia para establecer un parentesco étnico. El uso del término "sigüé" pudo haberse generalizado primero para los grupos indígenas más alejados y, con el tiempo, para designar a los sectores más remotos e inaccesibles del territorio pisón.

## Historia
Durante los siglos XVII y XVIII, los pisones ocuparon principalmente las regiones serranas de la Sierra Madre Oriental, en el actual suroeste de Tamaulipas y parte del norte de San Luis Potosí y Nuevo León. Su territorio colindaba al sur con los pames, al este con los janambres, y al norte con los bozalos. En la zona de Tula, al oeste de Ciudad del Maíz, los pisones habitaban tanto regiones húmedas como semidesérticas, como Santa María y Nahola, resistiéndose a integrarse plenamente a las misiones franciscanas por temor a represalias o a unirse con rebeldes del Sigüé. Al sureste, ocuparon el valle de Ocampo, donde coexistieron con huastecos en antiguas aldeas como Tambuanchín.
Tras ataques de pueblos nómadas como los janambres, muchos pisones huyeron o fueron forzados a concentrarse en misiones como Santa María o San José de la Laja, desde donde siguieron resistiendo la asimilación. En misiones como la de La Soledad de Igollo, los conflictos interétnicos y las epidemias redujeron drásticamente su población: de 150 personas en 1752 a apenas una familia en 1778. A lo largo de la época virreinal, los pisones mantuvieron una fuerte resistencia a la dominación española, especialmente en regiones como Jaumave, Aguayo (hoy Ciudad Victoria), Llera, Palmillas y el real de San Miguel de los Infantes (actual Bustamante, Tamaulipas).
En muchas de estas zonas fueron establecidos en misiones, pero continuaron siendo blanco de ataques, abusos y epidemias. A menudo se sublevaron, como en Jaumave en 1756, refugiándose en las montañas del Sigüé, donde mantuvieron una independencia relativa. En Bustamante, algunos pisones fueron atraídos por colonos mediante dádivas y se integraron como jornaleros, aunque otros grupos rebeldes continuaron actuando desde las sierras. En el extremo norte, los pisones llegaron hasta los alrededores de Zaragoza, Nuevo León, donde fueron combatidos por colonizadores como Fernando Sánchez de Zamora.
Los censos novohispanos muestran una rápida y severa reducción de su población. Para mediados del siglo XVIII, apenas se contabilizaban unos 750 pisones en las misiones y se estima que al menos otros 250 seguían fuera del control español. Todo sugiere que su número original podría haber sido de entre tres y cuatro mil individuos, dispersos en un extenso territorio, pero con una densidad extremadamente baja. En la actualidad, la única comunidad descendiente de pisones que se sigue reconociendo como indígena es el pueblo de Nahola.

## Lengua
Se cree que el naolano fue la lengua originaria de los pisones. Hasta mediados del siglo XX, aún sobrevivían en Nahola algunas palabras y frases transmitidas por los últimos ancianos semihablantes, cuyos conocimientos fueron recogidos a finales de la década de 1940, cuando el idioma ya se encontraba al borde de la extinción. En total, se documentaron 48 palabras y varias expresiones cotidianas.
A pesar de múltiples intentos por compararla con otras lenguas, el naolano no ha podido vincularse claramente con ninguna familia lingüística conocida, debido tanto a su singularidad como a la escasez de datos. Algunas palabras muestran influencias del español y de idiomas de pueblos vecinos, señal de los muchos contactos históricos que la comunidad mantuvo. Sin embargo, gran parte del vocabulario parece reflejar estructuras propias y una identidad lingüística distinta. Morris Swadesh propuso una relación entre el naolano y el tónkawa.

## Vida cotidiana y cultura
Los pisones de Nahola y San José de la Laja eran agricultores asentados en valles de la Sierra Madre Oriental, cultivando maíz, frijol y maguey, mientras que otros, especialmente en las regiones montañosas más apartadas como el Sigüé, mantenían un estilo de vida nómada o seminómada basado en la caza, la recolección de frutos silvestres, raíces, piñones y miel de agave. Aunque en ocasiones fueron integrados a misiones y promovidos como agricultores por los frailes, muchos continuaban saliendo al monte a recolectar, especialmente cuando las condiciones de vida empeoraban debido a abusos de las autoridades novohispanas o conflictos interétnicos.
Se les ha descrito también como hábiles cazadores de venado, recolectores guiados por el comportamiento de animales como el guajolote, y guerreros temibles que usaban arco y flecha, celebrando sus victorias con danzas rituales. Algunos testimonios aluden a posibles formas de totemismo, respeto por ciertos animales, y creencias en signos naturales como el canto de los pájaros. Además, las labores de alfarería y artesanía son comunitarias: las madres transmiten técnicas de forma colaborativa, desde la extracción del barro hasta la cocción en hornos tradicionales, y la confección de textiles en telares de cintura o de pedal.